# ألتاي حاجيف
ألتاي حاجيف (بالأذرية: Altay Hajiyev)‏‏ (2 أبريل 1931 في باكو - 12 فبراير 2019 في باكو) رسام من الاتحاد السوفيتي.